# Southbridge, Massachusetts
Southbridge är en stad i Worcester County i delstaten Massachusetts, USA. Vid 2020 års folkräkning hade staden 17 740 invånare.

## Kända personer från Southbridge
- William L. Marcy, politiker